# Fischtown Pinguins
Il Fischtown Pinguins è una squadra tedesca di hockey su ghiaccio. Nata nel 1974 come RSC Bremerhaven, cambiò nome nel 1983 divenendo REV Bremerhaven ed infine, dall'estate del 2002, la società ha assunto il nome di Fischtown Pinguins Bremerhaven SBG mbH, diventando una società a responsabilità limitata. A partire dal 2000/2001 milita nella 2. Eishockey Bundesliga.
La squadra gioca gli incontri casalinghi all'Eisstadion Bremerhaven, che può ospitare 2.050 spettatori. Nel 2001/2002 vinse il campionato, tuttavia per carenze non partecipò alla Deutsche Eishockey-Liga della stagione successiva, campionato a cui prese invece parte, dopo aver ricevuto apposita licenza, l'ERC Ingolstadt (la squadra seconda classificata).

## Thomas Popiesch allenatore dei Pinguins dal gennaio 2016.
Subbentrato a Doucet in campionato in corso.
1. ↑  Benoit Doucet wird neuer Trainer in Bremerhaven - Fischtown Pinguins - Radio Bremen Archiviato il 26 settembre 2015 in Internet Archive.